# 瑪莉·珍·華生
瑪莉·珍·華生（英語：Mary Jane Watson，常簡稱作MJ）是漫威漫畫創作的一名虛構女角色，並在蜘蛛人的分支作品和電影中登場。瑪莉·珍是「蜘蛛俠」彼得·帕克的好友、戀人和妻子（當時名為瑪莉·珍·華生-帕克）。瑪莉·珍和彼得的戀愛是在關·史黛西死後開始的，但她之前與關競爭，以博取彼得的好感。

## 其他媒體

### 電影

#### 蜘蛛人三部曲
- 在2002至2007年的《蜘蛛俠系列電影》中由克莉絲汀·鄧斯特飾演瑪莉·珍·華生（英语：Mary Jane Watson (Sam Raimi film series)），是該系列中蜘蛛人的主要心上人。

#### 驚奇再起系列
- 在2014年電影《蜘蛛人驚奇再起2：電光之戰》中原先安排由莎蓮·活莉飾演瑪莉·珍·華生，但該角色的戲份被全部剪去[1]。

#### 蜘蛛宇宙系列
- 在2018年電影《蜘蛛人：新宇宙》中由柔伊·克拉維茲配音。

### 遊戲
- 《蜘蛛人》：在遊戲中特定劇情裡可操作[2]，由史蒂芬妮·泰勒·瓊斯（Stephanie Tyler Jones）飾演瑪莉·珍·華生（英语：Mary Jane Watson (Sam Raimi film series)），勞拉·貝利配音[3]。
- 《蜘蛛人2》